# Rio Ghenea
O Rio Ghenea é um rio da Romênia, afluente do Pianu, localizado no distrito de Alba.